# Berliet VIK
Unter der Bezeichnung Berliet VIK wurden beim Fahrzeughersteller Berliet in Lyon ab 1927 ein Klein-Lkw mit Vierzylindermotor hergestellt.

## Technik
Die wesentlichen technischen Daten können der Info-Box entnommen werden. Der verwendete wassergekühlte Vierzylinder-Ottomotor des Typs Berliet MLD (Seitenventiler) war mit 9 Steuer-CV eingestuft, die effektive bei 1700/min entwickelte Höchstleistung ist nicht genannt, dürfte aber bei mindestens 20 PS gelegen haben. Der Motor fand auch in anderen zeitgleich gebauten Berliet-Modellen Verwendung, beispielsweise im Pkw Berliet VIG.
Das Getriebe hatte vier Vorwärtsgänge und einen Rückwärtsgang. Das Leergewicht des bloßen Chassis wird mit 1000 kg angegeben, die Nutzlast ebenfalls mit 1000 kg.

## Geschichte
Das Fahrzeug erhielt am 5. Februar 1927 seine allgemeine Betriebserlaubnis. Für das Fahrzeug wurden die Chassisnummernb 20.001-21.100 (1100 Stück) reserviert, offen bleibt, wie viele dieser Nummern vergeben wurden und wann die Serienproduktion rendete.

### Originalquellen
Eine Publikation, in der alle vor 1945 gebauten Berliet-Typen individuell abgehandelt wären, gibt es nicht. Neben der unten erwähnten Literatur wurde auf die folgende in der Fondation Berliet verwahrte Originalunterlagen zurückgegriffen:
- „Fiches des Mines“: Es sind die Werksunterlagen zur Erteilung einer allgemeinen Betriebserlaubnis, hierfür ist in Frankreich der „Inspecteur des mines“ sachlich zuständig. Diese Unterlagen sind im Berliet-Archiv chronologisch geordnet und nummeriert. Nicht zu jedem Typ bzw. Variante gibt es entsprechende Unterlagen, teils, weil sie wohl als Untervarianten eines anderen Typs verstanden wurden, für den eine gesonderte Erlaubnis nicht erforderlich war, teils wohl, weil diese Unterlagen im Laufe der letzten 100 Jahre verlorengegangen sind. Bei Militärtypen gibt es Hinweise, dass eine Betriebserlaubnis direkt durch militärische Dienststellen erfolgte, was entsprechende „fiches des mines“ überflüssig machte. Die Quellenbezeichnung lautet: „Fiches No....“

### Sonstige Quellen
- Monique Chapelle: Berliet. 1. Auflage. EMCE, Saint-Chamond 2016, ISBN 978-2-35740-049-8.